# Pień trzewny

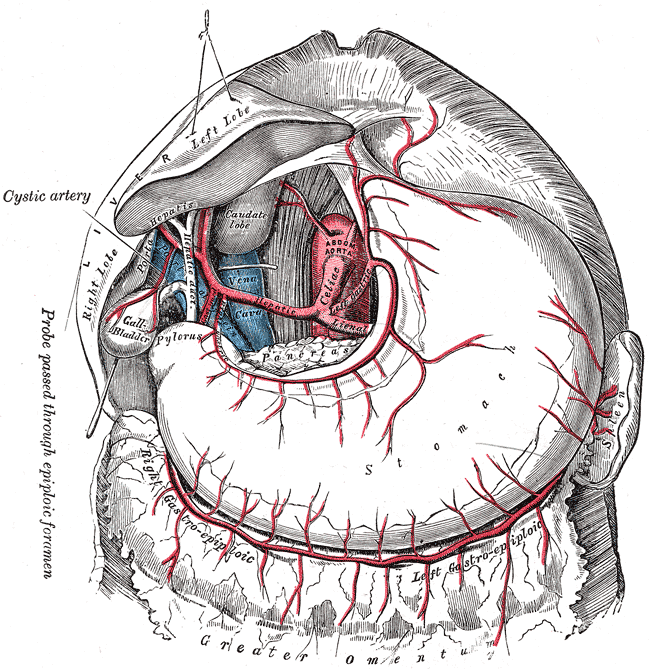
Pień trzewny i jego odgałęzienia

Pień trzewny (łac. truncus coeliacus, truncus celiacus) – w anatomii człowieka jedna z trzech (obok tętnicy krezkowej górnej i tętnicy krezkowej dolnej) nieparzystych gałęzi trzewnych aorty, najwyżej położona z nich. Pień trzewny jest krótką tętnicą o dużej średnicy.
Po odejściu od przedniej ściany aorty pień trzewny kieruje się do przodu oraz lekko w stronę prawą. Po przejściu 1–3 cm dzieli się na następujące naczynia (od najmniejszego do największego):
- tętnica żołądkowa lewa oddająca gałązki zaopatrujące przełyk oraz żołądek,
- tętnica wątrobowa wspólna oddająca tętnicę wątrobową właściwą i tętnicę żołądkowo-dwunastniczą,
- tętnica śledzionowa oddająca tętnicę żołądkowo-sieciową lewą i drobne tętniczki zaopatrujące trzustkę[2].

Pień trzewny zaopatruje w krew następujące narządy: żołądek, śledzionę (w całości) oraz częściowo trzustkę, dwunastnicę, dolną część przełyku, wątrobę i pęcherzyk żółciowy. W unaczynieniu żołądka, dwunastnicy i trzustki gałęzie pnia trzewnego zespalają się tworząc łuki tętnicze zabezpieczające dopływ krwi do tych narządów w przypadku niedrożności jednej z gałęzi. W przypadku śledziony i wątroby takich zespoleń brak. Z rejonów zaopatrywanych przez pień trzewny krew odpływa przez żyłę wrotną do wątroby.
W części przypadków stwierdza się zmienności pnia trzewnego. Najczęstszą odmianą jest wspólne odejście dwóch tętnic zamiast trzech.